# Federico De Leonardis
Federico De Leonardis (La Spezia, 9 marzo 1938) è un artista italiano.

## Biografia
Ha studiato ingegneria prima a Roma e poi a Genova e successivamente architettura a Firenze. Dal 1963 vive a Milano, dove ha lavorato come urbanista alla Tekne (una delle prime consulting firm milanesi, fondata da Roberto Guiducci e Fabrizio Onofri), partecipando per varie regioni italiane e anche all’estero allo studio operativo di Piani di Sviluppo Industriale per la Cassa del Mezzogiorno e Piani Turistici Regionali. nel 1972, dopo esperienze in studi privati di architettura, è chiamato da Giovanni Enriques (dirigente presso Confindustria) a lavorare come consulente urbanista presso l’ufficio studi con sede a Milano. Dal 1973 abbandona la professione per la quale aveva studiato e inizia a dedicarsi esclusivamente all’arte. La sua prima mostra personale si tiene nel 1978 presso l’ex Chiesa di S. Carpoforo, Milano. Parteciperà in seguito a numerose mostre personali  e collettive sia in Italia che all'estero.

## Opere
Le opere di De Leonardis sono installazioni di materiali diversi spesso costituite da objet trouvé: "in lui la materia è prima di tutto il calco di un’energia impiegata da altri, fisica e psichica nel contempo".
Uno dei suoi primi lavori si intitola “Ravatti” e nasce come una memoria dei luoghi della sua infanzia (Lerici), quando da ragazzo raccoglieva sulla battigia oggetti abbandonati, trasformati dal movimento del mare fino a renderne irriconoscibile l’origine e la funzione. Costituito da migliaia di resti raccolti sulle rive di tutto il Mediterraneo, è stato presentato una prima volta a Stuttgart, in occasione del IX Kunsthistorische Festival (‘79) e successivamente al Museo del Palazzo dei Diamanti, a Ferrara (nei primi anni ‘80). È stato riproposto nel 2017 all’Isola del Lazzaretto Nuovo, a Venezia.
L'importanza del recupero della memoria e della tensione spaziale nei lavori di De Leoanrdis sono state colte anche dal critico d'arte Pierre Restany: "Le diverse presenze oggettuali ci sembrano familiari, già viste altrove, in altri tempi e in altri luoghi, magari in un'altra vita. De Leonardis ha sempre adoperato il linguaggio referenziale della memoria. Non è a caso che lo scultore abbia spesso recuperato degli spazi e delle strutture dell'archeologia industriale (fabbriche abbandonate, vecchi cantieri). Con pochi elementi l'artista crea l'ultima intensità dell'emozione: less is more".

## Elenco opere pubbliche e permanenti
Ossa di Shelley (Gibellina, TR), 2018
Pastorale (via Idro, Milano), 2012
Vie Minate (Polo Tecnologico Magona, Cecina –LI), 2011
Muri IV (Incubatore d’impresa, Peccioli –PI), 2005
Fessura e contravvento II ( Parcheggio coperto, Peccioli –PI), 2000
Autoritratto nello specchio convesso (Anagrafe di Pisa), 1998
Pastorale (via del Crocefisso, Peccioli –PI), 1996
Fessura e contravvento I (Sesto S. Giovanni- MI), 1990